# Byron Lichtenberg
Byron Lichtenberg (ur. 19 lutego 1948 w Stroudsburgu w Pensylwanii) – amerykański inżynier, pilot myśliwski i astronauta.

## Życiorys
W 1969 ukończył inżynierię kosmiczną na Brown University, w 1975 inżynierię mechaniczną, a w 1979 inżynierię biomedyczną w Massachusetts Institute of Technology, w którym 1978–1984 pracował jako badacz. Przez 22 lata służył w siłach zbrojnych USA jako pilot myśliwski.
18 maja 1978 został wybrany przez NASA jako kandydat na astronautę, później przechodził szkolenie jako specjalista ładunku. Od 28 listopada do 8 grudnia 1983 uczestniczył w misji STS-9 trwającej 10 dni, 7 godzin i 47 minut. Drugą jego misją była STS-45 od 24 marca do 2 kwietnia 1992, trwająca 8 dni, 22 godziny i 9 minut. Łącznie spędził w kosmosie 19 dni, 5 godzin i 56 minut.
Założył kompanię Payload Systems, Inc. Jest prezesem Zero Gravity Corporation.
Stowarzyszenie Uczestników Lotów Kosmicznych (Association of Space Explorers) przyznało mu Universal Astronaut Insignia za lot orbitalny (nr 130).